# (5155) Денисюк
(5155) Денисюк (лат. Denisyuk) — типичный астероид главного пояса, открыт 18 апреля 1972 года советским астрономом Тамарой Смирновой в Крымской астрофизической обсерватории и 5 октября 1998 года назван в честь физика Юрия Денисюка.

## Обнаружение и именование
(5155) Денисюк
Открыт 18 апреля 1972 года в Крымской астрофизической обсерватории Т. М. Смирновой.
Назван в честь академика Юрия Николаевича Денисюка (р. 1927) — руководителя лаборатории Физико-технического института имени Иоффе в Санкт-Петербурге и члена Королевского фотографического общества, известного во всём мире своими открытиями в области голографии. Название предложено Институтом прикладной астрономии.
Оригинальный текст (англ.)5155 Denisyuk
Discovered 1972 Apr. 18 by T. M. Smirnova at the Crimean Astrophysical Observatory.
Named in honor of academician Yurij Nikolaevich Denisyuk (b. 1927), head of a laboratory at the Ioffe Physical and Technical Institute in St. Petersburg and a member of the Royal Photographic Society, known worldwide for his discoveries in holography. Name suggested by the Institute of Applied Astronomy.
Источники: 19981005/MPCPages.arc; M.P.C. 32788.

## Орбита

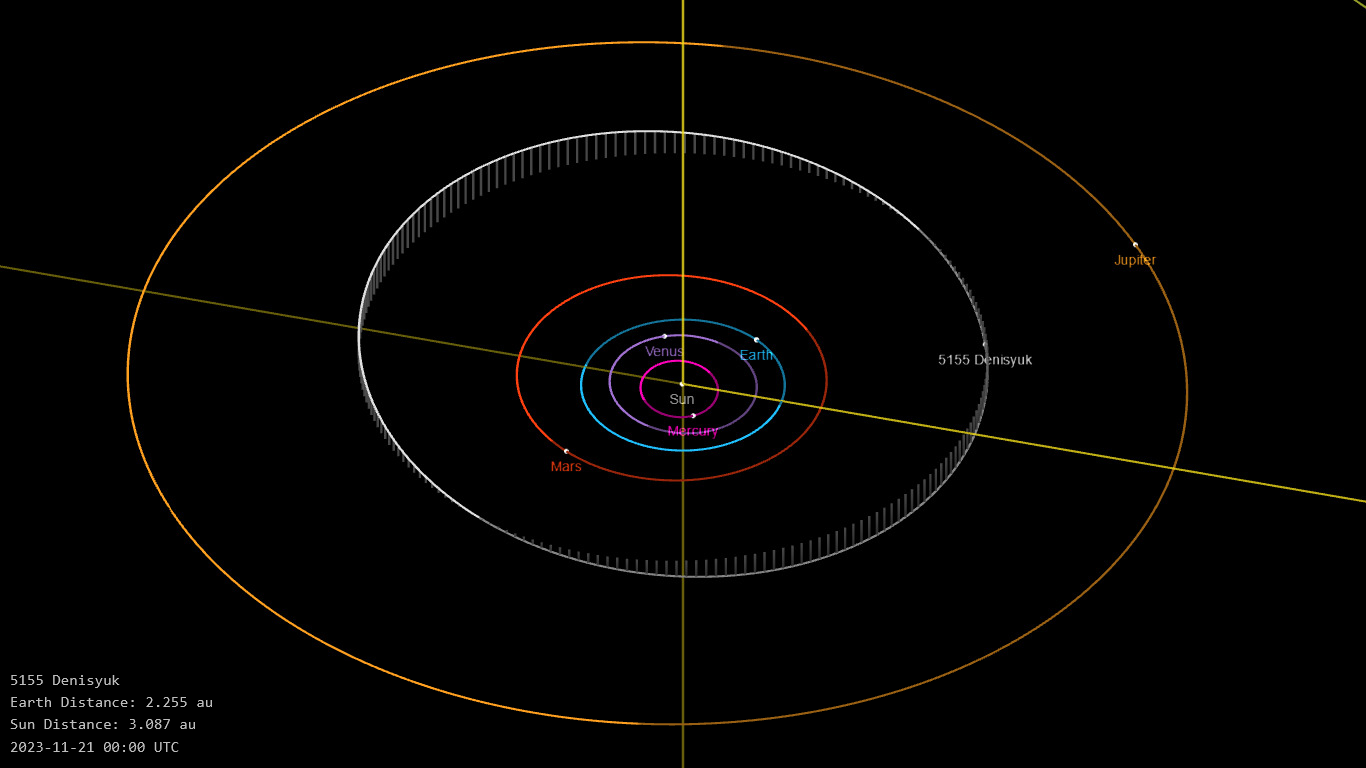
Орбита астероида Денисюк и его положение в Солнечной системе

## Физические характеристики
Астероид относится к таксономическому классу CB.
По результатам наблюдений в видимом и ближнем инфракрасном диапазоне космического телескопа NEOWISE и наблюдений в инфракрасном диапазоне спутника Akari диаметр астероида оценивался равным 15,350±0,221 км и 14,69±1,15 км. Согласно тем же источникам альбедо оценивается как 0,1303±0,0253, 0,142±0,023 и 0,130±0,025.